# 優素福·亞澤哲
優素福·亞澤哲（土耳其語：Yusuf Yazıcı；1997年1月29日—），土耳其足球運動員，司職前锋及攻擊中場，現效力於希臘足球超級聯賽球隊奧林比亞高斯。土耳其國家足球隊成員。

## 俱樂部生涯
2019年8月，法甲球隊里爾官方宣佈簽下土超球隊特拉布宗體育進攻型中場亞澤哲。
歐聯杯第三輪小組賽中，里爾客場3-0擊敗AC米蘭，里爾中場亞澤哲上演帽子戲法，成為第二位歐戰客戰AC米蘭上演帽子戲法的球員，第一位是20年前的里瓦爾多。
法國職業球員工會宣佈法甲球隊里爾中場亞澤哲當選法甲聯賽2020年12月最佳球員。

## 國家隊生涯
2016年2月25日，亞澤哲完成了土耳其U-19國家隊的首秀，在2比3負於捷克的比賽中攻入一球。后来，他也加入过土耳其U-21国家队。
2017年6月11日，亞澤哲在2018年世界杯預選賽對科索沃的比賽完成了土耳其成年國家隊首秀，比賽期間他完成了一次助攻。

## 外部連結
- 優素福·亞澤哲在Transfermarkt上的资料
- Soccerway資料庫：優素福·亞澤哲